# Півколона

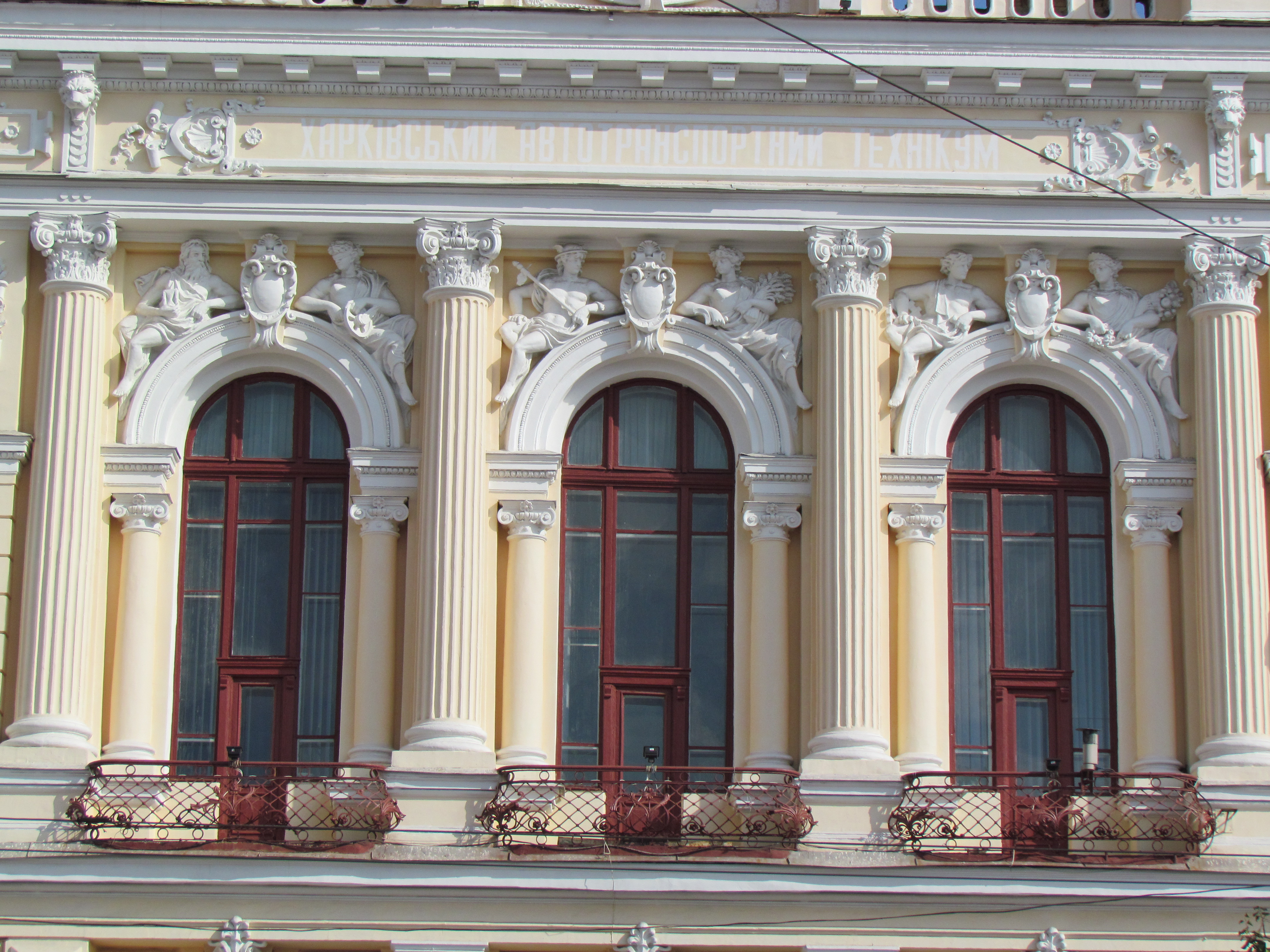
Півколони на будівлі Земельного банку, Харків

Півколона — колона, зазвичай, напівкругла в плані, що виступає з площини стіни на половину або три чверті свого діаметра. Півколони з виступами на три чверті діаметра й більше часто зустрічаються в меблях. Конструктивно півколона — контрфорс, що збільшує стійкість будівлі. Декоративно — елемент, що застосовується для досягнення кращого візуального ефекту. В історії архітектури Середніх віків і Нового часу півколони часто називають пілястрами.

## Приклади півколон

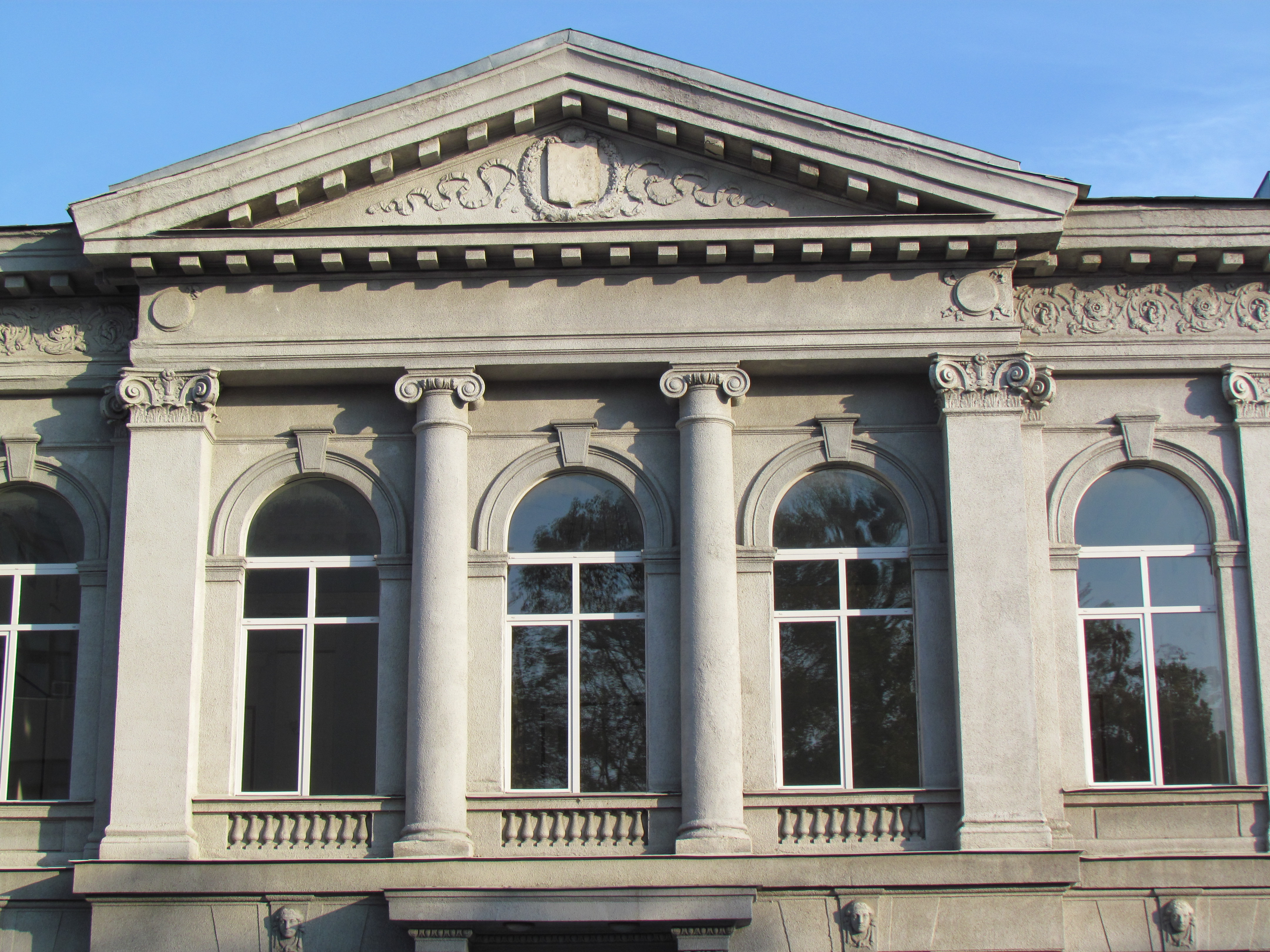
Дві напівкруглі півколони посередині. По бокам дві плоскі пілястри
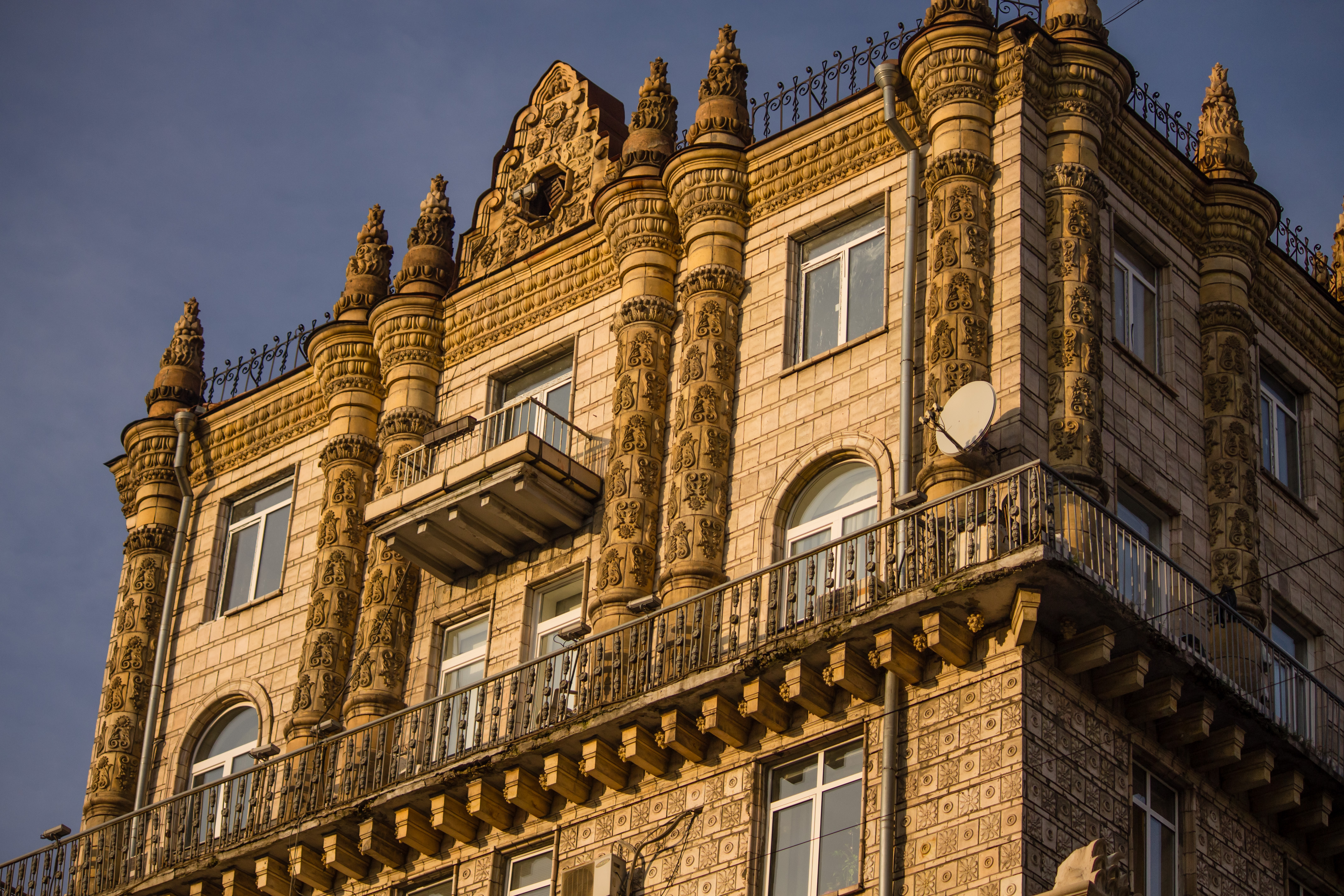
Декоративні півколони, Київ, Хрещатик, 17
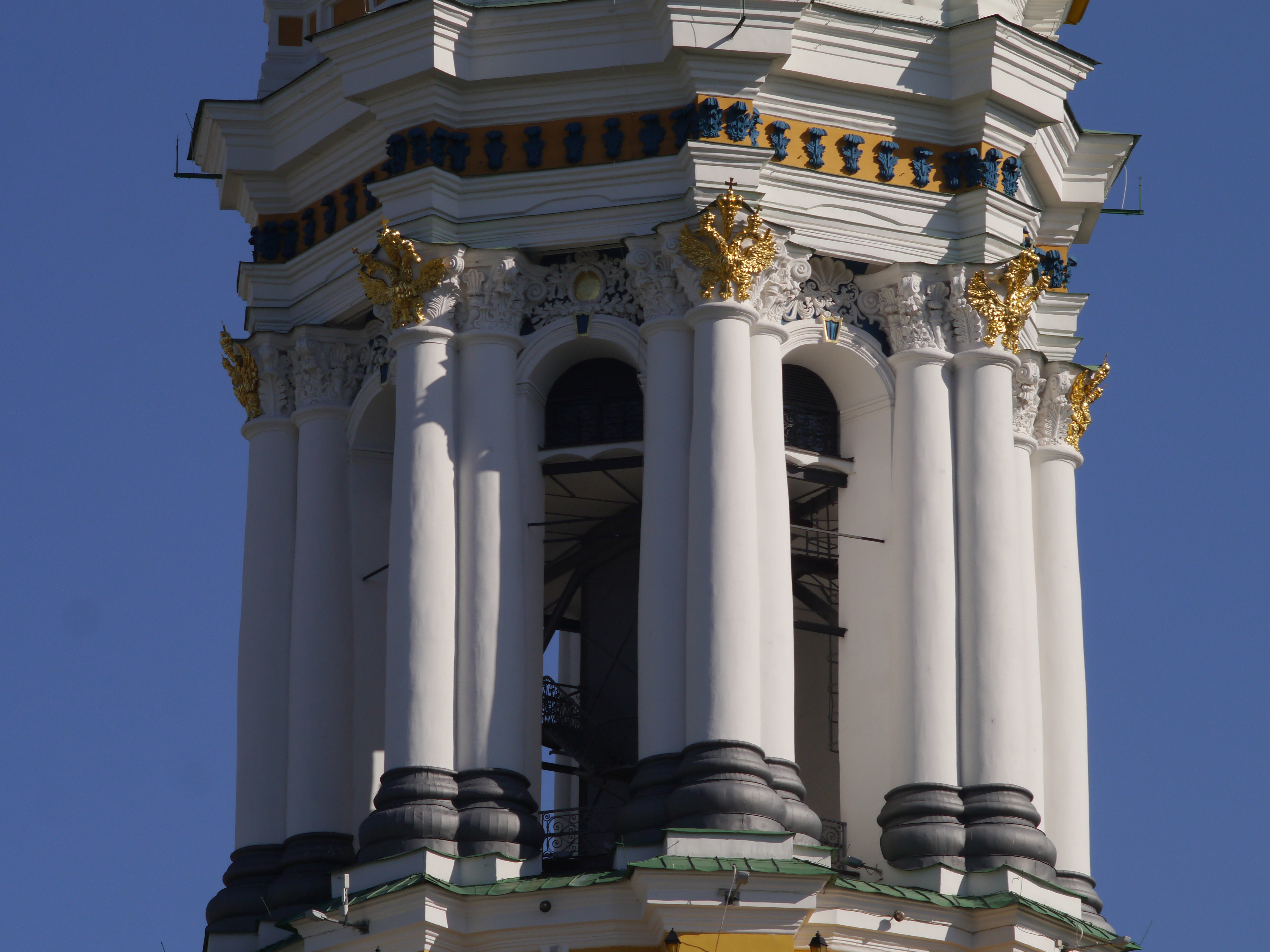
Півколони Великої лаврської дзвіниці
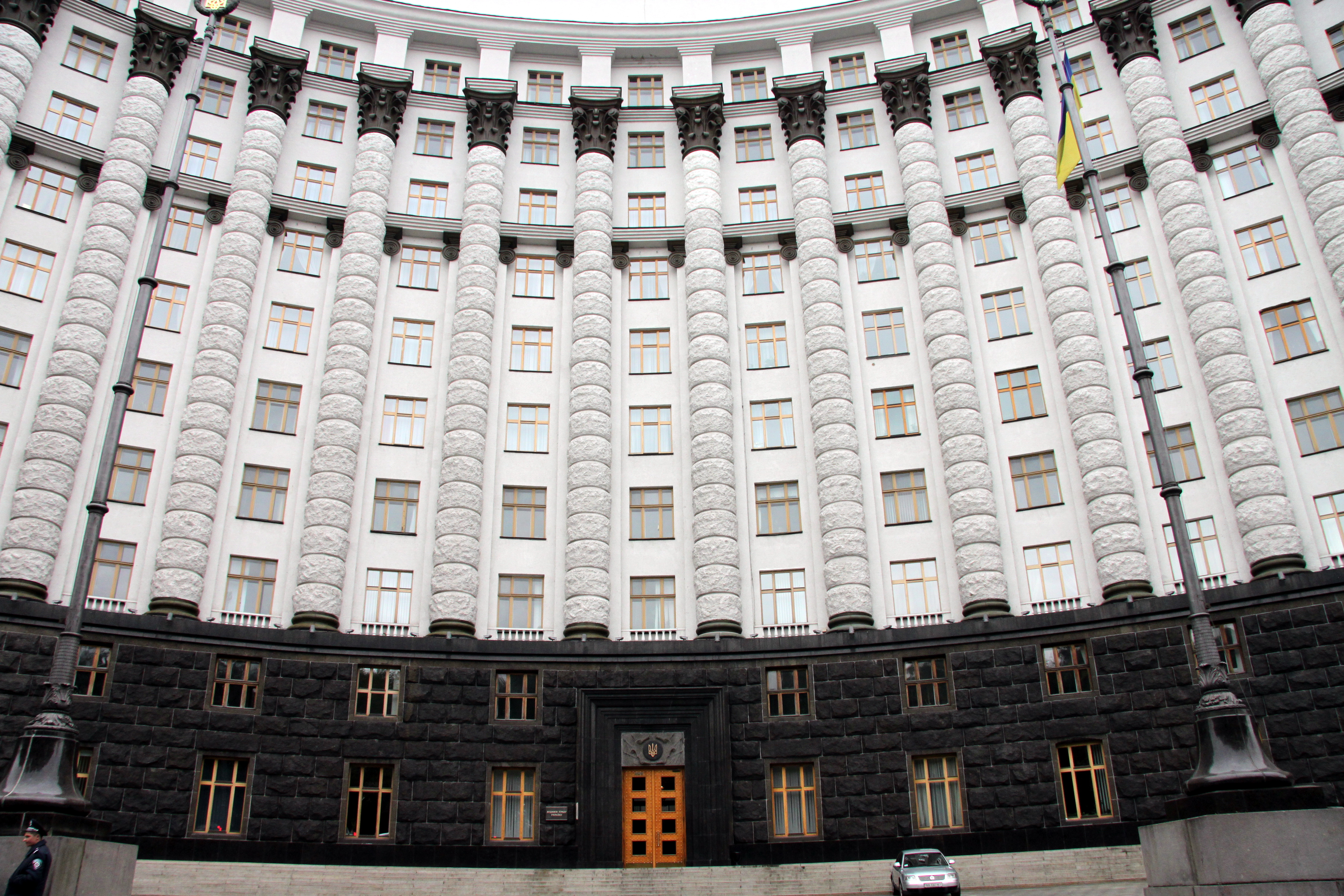
Півколони на фасаді будівлі Кабінету Міністрів України